# Kanomljica
Kanomljica je reka v zahodni Sloveniji in za hudournikom Nikova drugi večji levi pritok reke Idrijce. Reka tvori štirinajst kilometrov dolgo Kanomljiško dolino med pobočjema Vojskarske in Krniško-Masorske planote, in je s tem največja dolina Idrijskega hribovja. 

## Etimologija
Reka se leta 1335 omenja kot Colomba, 1550 Canombler Tall, 1577 Wasserfluss Canombla, 1744 Conobla Fl. [Fluss], 1780 Kanombla, Kanobla; in leta 1823 kot Kanomla. Ime je nastalo kot hipokoristek iz antroponima Kanomyslъ. Toponim je podoben nekaterim drugim slovenskim toponimom, kot sta Dragomelj in Dragomlja vas. Beseda izvira iz arhaične participialne osnove antroponima, ki se je do danes ohranila le v toponomiji.

## Fizična geografija
Dolino Kanomljice od Oblakovega vrha na vzhodu (721 m) na severu doline omejujejo od zahoda proti vzhodu Šebreljski vrh (1079 m), Skutnica (1047 m), Erzelj (1018 m), Sivka (918 m), Brezov grič (1057 m), Stržnica (1052 m), Špik (898 m), Govšek (830 m), Robar (730 m), Grič (1054 m), Prehod (1054 m), Gorela peč (1056 m), Kendov vrh (1076 m) in Kendove robe (734 m). Na južni strani dolino od vzhoda proti zahodu omejujejo Hudournik (1148 m), Maslinca (1166 m), Planinica (1170 m), Štrangel (1116 m), Lomič (1061 m), Vrh (798 m), Vrh jame (1070 m), Potok (1064 m), Melina (880 m), Kapa (480 m), Šebje (595 m), Stanovec (742 m), Kobalove planine (834 m) in Cerkovni vrh (758 m). 
Kanomljiška dolina je po površini velika 40,85 km2. Veliko pritokov Kanomljice predstavljajo hudourniške grape ter manjši potoki, med večje pa se uvrščajo Klavžarica (desni), Beli potok (desni) Bratuševa in Rošpohova grapa (oba desni), Govšarca (levi), Jakliška grapa (desni) ter pred izlitjem v Idrijco še Prevcova grapa (levi).
V dolini med zemljiškimi kategorijami prevladujejo gozd, pašniki ter travniki. Devetdeset odstotkov površja sicer prekriva gozd. Na območju Srednje Kanomlje uspevata tudi redka sploščeni dvorednik (Diphasiastrum complanatum) in navadna mastnica (Pinguicula vulgaris) ter muholiko mačje uho (Ophrys apifera). Ob reki uspevajo sestoji sive vrbe (Lamio orvale) in velecvetne mrtve koprive (Alnetum incanae). Na širšem območju doline uspevajo tudi zaščiteni pikčastoplodni šaš (Carex punctata), razrasla preslica (Equisetum ramosissimum) in munec (Eriophorum).
V reki živita tudi soška postrv (Salmo marmoratus) in navadni koščak (Austropotamobius torrentium).

## Geologija
Dolina predstavlja prelomno cono Idrijskega preloma, ta priteče iz Idrije čez Kanomeljsko Razpotje, nadaljuje severozahodno po dolini in se čez Oblakov vrh izteče v Hotenjsko dolino.
Nekoč je Kanomljica, tako kot tudi druge okoliške reke, tekla v porečje Ljubljanice, kasneje pa je zaradi kombinacije zakrasevanja porečja Ljubljanice in lokalnega prevladovanja erozije prišlo do pretočitve v porečje Soče in danes tečejo večinoma v smeri prelomov, kar dokazuje tudi kolenasto zavita dolina z zabrisanimi vmesnimi stadiji. Nekdanji tok in sedanji tok reke sta med izvirom pri Oblakovem vrhu do domačije Hladnik enaki, od tod pa je Kanomljica tekla po današnji Rošpohovi grapi, izoblikovala Kanomeljsko Razpotje in dalje ustje doline današnjega potoka Ljubevščica na drugi strani Idrije. Po drugi razlagi naj bi med Hladnikom in Razpotjem prišlo do še ene pretočitve, ki je znižala današnje sedlo. Po pretočitvi je reka v obdobju 5,3 miljona let svojo strugo znižala za 660 m. Pritoki Kanomljice v spodnji Kanomeljski dolini so na stikih anizijske in skitske plasti izredno vodnati.
Dno doline občasno tvorijo paleocenske flišne plasti, ki so se ohranile zaradi nizke lege, ki je posledica tektonskih premikov. Povprečna nadmorska višina doline znaša 671 m, naklon pa 28°. V dolini prevladujejo rendzine (78 odstotkov površine), nekaj je tudi pokarbonatnih ter distričnih in evtričnih prsti. Pobočja doline so dolomitna, karbonatnih klastov ali apnenca. Gostota vodotokov za porečje Kanomljice znaša 1,79 km/km2. Kanomljica ob izlivu v Idrijco pri Spodnji Idriji tvori manjšo rečno ravnico. Prevladujejo severovzhodne pobočne lege.Za srednjo Kanomljo so značilni prvi znaki zakrasevanja v krednih apnencih, tukaj se nahajajo tudi Vojkova jama, Jama pri Studenčku in Jama nad izvirom pri Šinkovčevi žagi. Zakrasevanje je posledica tektonskega okna med siceršnjimi zgornjetriasnimi dolomiti. V Ilovi grapi Kanomljica vstopi v tristo metrov dolgo sotesko Klame, ki jo je v apnenc izdolbla reka Kanomljica. V soteski reka Kanomljica delno ponikne, kjer se združi z deli vode Ovčjakarice in Vovške grape in na plano izvira v Zbiru.
Območje doline je plazovno zelo ogroženo, več manjših zemeljskih plazov se je leta 2006 in 2007 sprožilo na območju Gorenje Kanomlje. Tretjina Kanomljiške doline je plazovno ogrožena, najbolj pa so ogrožena pobočja iz karbonatno-klastičnih kamnin.

## Družbena geografija
V porečju reke Kanomljice ležijo vasi Gorenja Kanomlja, Srednja Kanomlja in Spodnja Kanomlja. Urbanizirano območje obsega le Spodnjo Kanomljo dolvodno do sotočja z Idrijco, zgornji del doline pa je ruralen. V Spodnji Kanomlji sicer stojijo tudi nekateri proizvodni obrati podjetja Hidria. Za dolino je značilen upad prebivalstva, leta 1900 je v vseh treh naseljih živelo 1524 ljudi (37 ljudi/km2), ob popisu leta 2002 pa samo 676 (17 ljudi/km2), hkrati pa narašča prebivalstvo v somestju Spodnje Kanomlje in Spodnje Idrije.

## Zgodovina
Dolina je prvič omenjana leta 1355 v daritveni pogodbi med oglejskim patriarhatom in čedadskimi plemiči, na tem območju pa naj bi živelo deset kmetov, ki so se preživljali s pašništvom, obrtništvom in sezonskimi deli. V dolini so v 16. stoletju kratek čas izkopavali železovo rudo, ki so jo predelovali na območju današnjega Fežina v Spodnji Idriji. Med največjimi kmetijami Kanomeljske doline je bila domačija Šturmajce, kjer je v 19. in 20. stoletju delalo in živelo okrog 70 ljudi, danes pa je kmetija ohranjena kot kmečki muzej. 1. junija 1809 se je v dolini pričela izgradnja ceste skozi dolino. Med leti 1812 in 1813 so bile za potrebe lesne preskrbe idrijskega rudnika na Ovčjaškem potoku, desnem pritoku reke Kanomljice, zgrajene Ovčjaške klavže. Te so danes preurejene v manjšo hidroelektrarno.
Na območju Oblakovega vrha se nahajata dva opuščena kopa tehničnega kamna dolomita triasnih starosti, iz katerih je bilo odkopanih 800 in 900 m3 materiala, ki je bil v uporabi za izgradnjo in nasipanje lokalnih cest. Opuščen kop srednjetriasnega sivega dolomita se nahaja tudi blizu zaselka Ogalce v pobočjih nad dolino Kanomljice. Majhni opuščeni kopi dolomita različnih triasnih starosti se nahajajo tudi v dolini sami, mdr. Na Vršaju (750 m3), pri domačiji Likar (800 m3), Rovt (250 m3), Na Rovtu (200 m3), pri domačiji Zaklavžar (800 m3), pri domačiji Mohorič (200 m3), v Rošpu (2000 m3), v Šebjah (200 m3), štirje kopi na območju Kanomeljskega razpotja (200, 400, 2400, 2400 m3), dva kopa pri domačiji Lomar (1000 in 300 m3) ter kop grušča Robar pri potoku Klavžarica (3000 m3).